# Mitteldeutsche Fußballmeisterschaft 1930/31

Dresdner SC 1898 – Mitteldeutscher Fußballmeister 1931

Die Mitteldeutsche Fußballmeisterschaft 1930/31 des Verbandes Mitteldeutscher Ballspiel-Vereine (VMBV) war die 30. Spielzeit der Mitteldeutschen Fußballmeisterschaft. Die diesjährige Meisterschaft wurde abermals mittels zahlreicher regionaler Gauligen ausgetragen, deren Gewinner in einer K.-o.-Runde aufeinandertrafen. Durch einen 6:0-Erfolg über die Überraschungsmannschaft des SV Preußen Langensalza gewann der Titelverteidiger Dresdner SC bereits zum 5. Mal die Mitteldeutsche Fußballmeisterschaft und qualifizierte sich somit für die Endrunde zur Deutschen Meisterschaft 1930/31. Nach einem 8:1-Kantersieg über den VfB Königsberg erreichten die Dresdner das Viertelfinale, welches knapp mit 3:4 gegen Holstein Kiel verloren ging. Als zweiter mitteldeutscher Vertreter für die Deutsche Meisterschaft war erneut der diesjährige Mitteldeutsche Fußballpokalsieger qualifiziert. Die SpVgg 1899 Leipzig-Lindenau, schied dann bereits im Achtelfinale nach einer 0:3-Niederlage im heimischen Probstheida-Stadion aber chancenlos gegen die SpVgg Fürth aus.

## Modus
Die Teilnehmer an der Mitteldeutschen Fußball-Endrunde wurden mittels regional begrenzter Gauligen ausgespielt. Die Gewinner dieser Ligen, qualifizierten sich für die Endrunde um die Mitteldeutsche Meisterschaft. Nach Auflösung der Gauliga Nordsachsen, sowie gleichzeitiger Zusammenlegung weiterer, bisherig eigenständig-bestehender Gauligen, verringerte sich die Anzahl von 27 auf 22. Zusätzlich durften dafür dann aber, etwas ausgleichend, zwei Vertreter aus der Deutschen Turnerschaft, an der diesjährigen Mitteldeutschen Endrunde teilnehmen.
| Gau             | Gaumeister                     |
| --------------- | ------------------------------ |
| Altmark         | Stendaler BC a                 |
| Anhalt          | FC Wacker Bernburg             |
| Eichsfeld       | VfL 08 Duderstadt              |
| Erzgebirge      | FC Saxonia Bernsbach           |
| Harz            | FC Germania Halberstadt        |
| Kyffhäuser      | FV Wacker 05 Nordhausen        |
| Mittelelbe      | FV Fortuna Magdeburg           |
| Mittelsachsen   | PSV Chemnitz                   |
| Mulde           | VfL 1911 Bitterfeld            |
| Nordthüringen   | SC Stadtilm                    |
| Nordwestsachsen | FC Sportfreunde Leipzig        |
| Oberlausitz     | SV Budissa Bautzen             |
| Osterland       | FC Thüringen Weida             |
| Ostsachsen      | Dresdner SC                    |
| Ostthüringen    | 1. SV 03 Jena                  |
| Saale           | Hallescher FC Wacker           |
| Saale/Elster    | Naumburger SV 05               |
| Südthüringen    | VfL 1907 Neustadt              |
| Vogtland        | 1. Vogtländischer FC Plauen    |
| Wartburg        | SV Preußen Langensalza         |
| Westsachsen     | Planitzer SC                   |
| Westthüringen   | SpVgg Zella-Mehlis 06          |
| Turnerschaft    | TV Guts Muts Dresden TV Theuma |

## Gau Altmark
Zu dieser Spielzeit wurden die Gauligen Altmark und Jeetze zusammengeführt und in zwei Staffeln ausgespielt. Beide Sieger spielten im Finale den Gaumeister und Teilnehmer an der Mitteldeutschen Endrunde aus. Aus unbekannten Gründen, nahm dann jedoch der Stendaler BC an der Endrunde zur Mitteldeutschen Fußballmeisterschaft teil.

### Staffel Altmark
| Pl. | Verein                     | Sp. | S  | U | N  | Tore    | Quote | Punkte |
| --- | -------------------------- | --- | -- | - | -- | ------- | ----- | ------ |
| 1.  | FC Viktoria 09 Stendal (M) | 18  | 13 | 3 | 2  | 067:220 | 3,05  | 29:70  |
| 2.  | Stendaler BC               | 18  | 13 | 2 | 3  | 062:300 | 2,07  | 28:80  |
| 3.  | Singer TSV Wittenberge (N) | 18  | 10 | 3 | 5  | 055:370 | 1,49  | 23:13  |
| 4.  | Saxonia 07 Tangermünde     | 18  | 9  | 3 | 6  | 051:330 | 1,55  | 21:15  |
| 5.  | VfL Gardelegen             | 18  | 8  | 5 | 5  | 041:280 | 1,46  | 21:15  |
| 6.  | SC Herta Wittenberge       | 18  | 8  | 3 | 7  | 037:250 | 1,48  | 19:17  |
| 7.  | SpV Eichstedt-Goldbeck     | 18  | 6  | 3 | 9  | 033:500 | 0,66  | 15:21  |
| 8.  | FC Siegfried Wahrburg      | 18  | 6  | 2 | 10 | 034:480 | 0,71  | 14:22  |
| 9.  | Wittenberger SV 1888       | 18  | 4  | 2 | 12 | 025:640 | 0,39  | 10:26  |
| 10. | SV Germania Tangerhütte    | 18  | 0  | 0 | 18 | 029:970 | 0,30  | 0:36   |

| (M) | Titelverteidiger Altmark |
| (N) | Aufsteiger               |

### Staffel Jeetze
| Pl. | Verein                 | Sp. | S  | U | N  | Tore    | Quote | Punkte |
| --- | ---------------------- | --- | -- | - | -- | ------- | ----- | ------ |
| 1.  | SV Wustrow             | 12  | 10 | 1 | 1  | 043:160 | 2,69  | 21:30  |
| 2.  | FC 09 Salzwedel (N)    | 12  | 9  | 1 | 2  | 036:160 | 2,25  | 19:50  |
| 3.  | VfB 07 Klötze (M)      | 12  | 8  | 0 | 4  | 042:330 | 1,27  | 16:80  |
| 4.  | SV Eintracht Salzwedel | 12  | 6  | 2 | 4  | 053:210 | 2,52  | 14:10  |
| 5.  | Minerva Wittenberge    | 12  | 4  | 2 | 6  | 033:360 | 0,92  | 10:14  |
| 6.  | TSV Immekath           | 12  | 1  | 0 | 11 | 012:480 | 0,25  | 02:22  |
| 7.  | SC Arendsee (N)        | 12  | 1  | 0 | 11 | 016:650 | 0,25  | 02:22  |

| (M) | Titelverteidiger Jeetze |
| (N) | Aufsteiger              |

### Finale Gau Altmark
|                        | Ergebnis |            |
| ---------------------- | -------- | ---------- |
| FC Viktoria 09 Stendal | 2:1      | SV Wustrow |

## Gau Anhalt
| Pl. | Verein                  | Sp. | S  | U | N  | Tore    | Quote | Punkte |
| --- | ----------------------- | --- | -- | - | -- | ------- | ----- | ------ |
| 1.  | FC Wacker Bernburg (M)  | 18  | 13 | 3 | 2  | 073:250 | 2,92  | 29:70  |
| 2.  | Viktoria 03 Zerbst      | 18  | 12 | 3 | 3  | 075:360 | 2,08  | 27:90  |
| 3.  | Dessauer SV 98          | 18  | 9  | 3 | 6  | 059:490 | 1,20  | 21:15  |
| 4.  | SV Dessau 05            | 18  | 6  | 6 | 6  | 045:470 | 0,96  | 18:18  |
| 5.  | SV 07 Bernburg          | 18  | 6  | 6 | 6  | 039:430 | 0,91  | 18:18  |
| 6.  | SV Köthen 02            | 18  | 7  | 3 | 8  | 050:590 | 0,85  | 17:19  |
| 7.  | Cöthener FC Germania 03 | 18  | 6  | 4 | 8  | 051:470 | 1,09  | 16:20  |
| 8.  | SC Köthen 09            | 18  | 6  | 2 | 10 | 038:440 | 0,86  | 14:22  |
| 9.  | Dessauer SC 1911 (N)    | 18  | 4  | 3 | 11 | 043:750 | 0,57  | 11:25  |
| 10. | 1. SC 1900 Zerbst       | 18  | 2  | 5 | 11 | 028:760 | 0,37  | 09:27  |

| (M) | Titelverteidiger Anhalt |
| (N) | Aufsteiger              |

## Gau Eichsfeld
| Pl. | Verein                   | Sp. | S  | U | N  | Tore    | Quote | Punkte |
| --- | ------------------------ | --- | -- | - | -- | ------- | ----- | ------ |
| 1.  | VfL 08 Duderstadt (M)    | 16  | 14 | 0 | 2  | 084:380 | 2,21  | 28:40  |
| 2.  | FC Koncordia Beuren      | 16  | 9  | 2 | 5  | 048:360 | 1,33  | 20:12  |
| 3.  | FC Brochthausen          | 16  | 8  | 2 | 6  | 059:360 | 1,64  | 18:14  |
| 4.  | FC Arminia Fuhrbach (N)  | 16  | 7  | 2 | 7  | 045:430 | 1,05  | 16:16  |
| 5.  | VfR Dingelstädt          | 16  | 7  | 1 | 8  | 047:520 | 0,90  | 15:17  |
| 6.  | SV Viktoria Kirchworbis  | 16  | 6  | 3 | 7  | 028:460 | 0,61  | 15:17  |
| 7.  | 1. SC 1911 Heiligenstadt | 16  | 6  | 1 | 9  | 034:540 | 0,63  | 13:19  |
| 8.  | SC Leinefelde 1912       | 16  | 5  | 1 | 10 | 028:480 | 0,58  | 11:21  |
| 9.  | FV Wacker Heiligenstadt  | 16  | 4  | 0 | 12 | 027:470 | 0,57  | 08:24  |

| (M) | Titelverteidiger Eichsfeld |
| (N) | Aufsteiger                 |

## Gau Erzgebirge
Ab dieser Spielzeit wurden die Gauligen Erzgebirge und Obererzgebirge zusammengeführt, der Spielbetrieb fand in zwei regionalen Gruppen statt. Die beiden Gruppensieger spielten im Finale den Gaumeister und Teilnehmer an der mitteldeutschen Fußballendrunde aus.

### Staffel Erzgebirge
| Pl. | Verein                 | Sp. | S  | U | N  | Tore    | Quote | Punkte |
| --- | ---------------------- | --- | -- | - | -- | ------- | ----- | ------ |
| 1.  | FC Saxonia Bernsbach   | 14  | 11 | 0 | 3  | 046:240 | 1,92  | 22:60  |
| 2.  | SV Sturm Beierfeld     | 14  | 10 | 0 | 4  | 040:240 | 1,67  | 20:80  |
| 3.  | VfB Aue-Zelle          | 14  | 8  | 2 | 4  | 036:220 | 1,64  | 18:10  |
| 4.  | VfR Auerhammer         | 14  | 8  | 2 | 4  | 042:320 | 1,31  | 18:10  |
| 5.  | FC Tanne Thalheim      | 14  | 4  | 4 | 6  | 032:350 | 0,91  | 12:16  |
| 6.  | VfB 1914 Zwönitz       | 14  | 5  | 1 | 8  | 036:340 | 1,06  | 11:17  |
| 7.  | FC Viktoria Lauter (M) | 14  | 3  | 3 | 8  | 029:380 | 0,76  | 09:19  |
| 8.  | Eibenstocker BSC (N)   | 14  | 1  | 0 | 13 | 022:740 | 0,30  | 02:26  |

| (M) | Titelverteidiger Erzgebirge |
| (N) | Aufsteiger                  |

### Staffel Obererzgebirge
| Pl. | Verein                | Sp. | S  | U | N  | Tore    | Quote | Punkte |
| --- | --------------------- | --- | -- | - | -- | ------- | ----- | ------ |
| 1.  | VfB 1912 Geyer        | 16  | 12 | 2 | 2  | 051:240 | 2,13  | 26:60  |
| 2.  | DSC Weipert           | 16  | 11 | 1 | 4  | 058:200 | 2,90  | 23:90  |
| 3.  | VfB 1909 Annaberg (M) | 16  | 9  | 5 | 2  | 069:310 | 2,23  | 23:90  |
| 4.  | FC Cranzahl (N)       | 16  | 10 | 2 | 4  | 044:190 | 2,32  | 22:10  |
| 5.  | TuSV 1911 Bärenstein  | 16  | 7  | 2 | 7  | 041:480 | 0,85  | 16:16  |
| 6.  | VfR 1913 Elterlein    | 16  | 5  | 1 | 10 | 035:510 | 0,69  | 11:21  |
| 7.  | BC 1913 Jahnsbach     | 16  | 4  | 2 | 10 | 025:530 | 0,47  | 10:22  |
| 8.  | BC Ehrenfriedersdorf  | 16  | 3  | 1 | 12 | 030:640 | 0,47  | 07:25  |
| 9.  | BV 1908 Thum          | 16  | 2  | 2 | 12 | 018:610 | 0,30  | 06:26  |

| (M) | Titelverteidiger Osterzgebirge |
| (N) | Aufsteiger                     |

### Finale Gau Erzgebirge
|                                                       | Gesamt |                                                         | Hinspiel | Rückspiel |
| ----------------------------------------------------- | ------ | ------------------------------------------------------- | -------- | --------- |
| VfB 1912 Geyer (Gruppensieger Staffel Obererzgebirge) | 3:8    | FC Saxonia Bernsbach (Gruppensieger Staffel Erzgebirge) | 2:3      | 1:5       |

## Gau Harz
| Pl. | Verein                       | Sp. | S  | U | N  | Tore    | Quote | Punkte |
| --- | ---------------------------- | --- | -- | - | -- | ------- | ----- | ------ |
| 1.  | FC Germania Halberstadt (M)  | 18  | 17 | 1 | 0  | 103:230 | 4,48  | 35:10  |
| 2.  | SpVgg 04 Thale               | 18  | 11 | 1 | 6  | 055:540 | 1,02  | 23:13  |
| 3.  | VfL Halberstadt              | 17  | 10 | 2 | 5  | 049:370 | 1,32  | 22:12  |
| 4.  | FC Germania Wernigerode      | 18  | 9  | 2 | 7  | 057:330 | 1,73  | 20:16  |
| 5.  | FC Askania Aschersleben      | 18  | 9  | 2 | 7  | 057:580 | 0,98  | 20:16  |
| 6.  | Quedlinburger SV 1904        | 18  | 9  | 2 | 7  | 033:400 | 0,83  | 20:16  |
| 7.  | VfL Mars Quedlinburg         | 18  | 5  | 3 | 10 | 035:400 | 0,88  | 13:23  |
| 8.  | SK Preußen Halberstadt 09    | 18  | 6  | 1 | 11 | 034:520 | 0,65  | 13:23  |
| 9.  | SpVgg 1908 Aschersleben      | 17  | 3  | 2 | 12 | 026:580 | 0,45  | 08:26  |
| 10. | SV Teutonia Aschersleben (N) | 18  | 2  | 0 | 16 | 018:720 | 0,25  | 04:32  |

| (M) | Titelverteidiger Harz |
| (N) | Aufsteiger            |

## Gau Kyffhäuser
| Pl. | Verein                      | Sp. | S  | U | N  | Tore    | Quote | Punkte |
| --- | --------------------------- | --- | -- | - | -- | ------- | ----- | ------ |
| 1.  | FV Wacker 05 Nordhausen (M) | 18  | 14 | 1 | 3  | 080:270 | 2,96  | 29:70  |
| 2.  | BSC 07 Sangerhausen         | 18  | 11 | 3 | 4  | 050:380 | 1,32  | 25:11  |
| 3.  | VfB Eisleben                | 18  | 9  | 2 | 7  | 046:380 | 1,21  | 20:16  |
| 4.  | SpVgg 1919 Eisleben         | 18  | 8  | 4 | 6  | 034:370 | 0,92  | 20:16  |
| 5.  | SC Merkur Volkstedt         | 18  | 8  | 3 | 7  | 044:390 | 1,13  | 19:17  |
| 6.  | SpVgg Preußen Nordhausen    | 18  | 8  | 3 | 7  | 050:450 | 1,11  | 19:17  |
| 7.  | VfB Sangerhausen            | 18  | 6  | 4 | 8  | 038:370 | 1,03  | 16:20  |
| 8.  | VfB Oberröblingen (N)       | 18  | 5  | 3 | 10 | 032:470 | 0,68  | 13:23  |
| 9.  | SpVgg Helbra                | 18  | 4  | 2 | 12 | 032:590 | 0,54  | 10:26  |
| 10. | VfB Bleicherode (N)         | 18  | 3  | 3 | 12 | 028:670 | 0,42  | 09:27  |

| (M) | Titelverteidiger Kyffhäuser |
| (N) | Aufsteiger                  |

## Gau Mittelelbe
| Pl. | Verein                   | Sp. | S  | U | N  | Tore    | Quote | Punkte |
| --- | ------------------------ | --- | -- | - | -- | ------- | ----- | ------ |
| 1.  | FV Fortuna Magdeburg (M) | 18  | 13 | 3 | 2  | 069:260 | 2,65  | 29:70  |
| 2.  | MSC Preußen 99           | 18  | 10 | 4 | 4  | 052:350 | 1,49  | 24:12  |
| 3.  | SSV 1919 Magdeburg       | 18  | 8  | 6 | 4  | 039:300 | 1,30  | 22:14  |
| 4.  | FuCC Cricket-Viktoria    | 18  | 8  | 3 | 7  | 036:320 | 1,13  | 19:17  |
| 5.  | VfB 1906 Schönebeck      | 18  | 7  | 4 | 7  | 038:330 | 1,15  | 18:18  |
| 6.  | SpVgg Calbe (N)          | 18  | 6  | 6 | 6  | 027:330 | 0,82  | 18:18  |
| 7.  | MFC Viktoria 1896        | 18  | 6  | 5 | 7  | 032:310 | 1,03  | 17:19  |
| 8.  | Magdeburger SC           | 18  | 6  | 2 | 10 | 033:540 | 0,61  | 14:22  |
| 9.  | SV Favorit Magdeburg b   | 18  | 5  | 2 | 11 | 039:600 | 0,65  | 12:24  |
| 10. | VfL Neuhaldensleben      | 18  | 2  | 3 | 13 | 032:630 | 0,51  | 07:29  |

| (M) | Titelverteidiger Mittelelbe |
| (N) | Aufsteiger                  |

## Gau Mittelsachsen
| Pl. | Verein                       | Sp. | S  | U | N  | Tore    | Quote | Punkte |
| --- | ---------------------------- | --- | -- | - | -- | ------- | ----- | ------ |
| 1.  | PSV Chemnitz                 | 18  | 16 | 1 | 1  | 114:230 | 4,96  | 33:30  |
| 2.  | Chemnitzer BC                | 18  | 13 | 1 | 4  | 098:290 | 3,38  | 27:90  |
| 3.  | FC Preussen Chemnitz         | 18  | 10 | 1 | 7  | 038:370 | 1,03  | 21:15  |
| 4.  | SV Sturm Chemnitz (M)        | 18  | 9  | 2 | 7  | 064:410 | 1,56  | 20:16  |
| 5.  | SC National Chemnitz         | 18  | 7  | 4 | 7  | 059:500 | 1,18  | 18:18  |
| 6.  | 1. SC 1909 Limbach           | 18  | 8  | 1 | 9  | 050:460 | 1,09  | 17:19  |
| 7.  | SC Harthau                   | 18  | 5  | 4 | 9  | 037:710 | 0,52  | 14:22  |
| 8.  | SV Grüna 12 (N)              | 18  | 5  | 3 | 10 | 041:960 | 0,43  | 13:23  |
| 9.  | SV Teutonia 1901 Chemnitz    | 18  | 5  | 2 | 11 | 049:710 | 0,69  | 12:24  |
| 10. | SC Hellas/Germania Mittweida | 18  | 1  | 3 | 14 | 021:107 | 0,20  | 05:31  |

| (M) | Titelverteidiger Mittelsachsen |
| (N) | Aufsteiger                     |

## Gau Mulde
Zu dieser Spielzeit wurden die Gauligen Mulde und Elbe/Elster zusammengeführt. Die Staffelsieger spielten im Finale den Gaumeister und Teilnehmer an der Mitteldeutschen Endrunde aus.

### Staffel Altmulde
| Pl. | Verein                   | Sp. | S  | U | N  | Tore    | Quote | Punkte |
| --- | ------------------------ | --- | -- | - | -- | ------- | ----- | ------ |
| 1.  | VfL 1911 Bitterfeld (M)  | 18  | 13 | 3 | 2  | 063:260 | 2,42  | 29:70  |
| 2.  | BC Union Sandersdorf     | 18  | 8  | 5 | 5  | 031:270 | 1,15  | 21:15  |
| 3.  | VfR Piesteritz           | 18  | 7  | 4 | 7  | 056:460 | 1,22  | 18:18  |
| 4.  | VfB Preußen Greppin 1911 | 18  | 8  | 2 | 8  | 049:420 | 1,17  | 18:18  |
| 5.  | Holzweißiger SV          | 18  | 6  | 6 | 6  | 055:520 | 1,06  | 18:18  |
| 6.  | FC Victoria Wittenberg   | 18  | 6  | 4 | 8  | 034:400 | 0,85  | 16:20  |
| 7.  | VfB Zscherndorf          | 18  | 7  | 2 | 9  | 035:430 | 0,81  | 16:20  |
| 8.  | SpVgg 1907 Wittenberg    | 18  | 5  | 6 | 7  | 035:430 | 0,81  | 16:20  |
| 9.  | SC Wacker Bitterfeld (N) | 18  | 6  | 3 | 9  | 040:590 | 0,68  | 15:21  |
| 10. | VfL Wolfen               | 18  | 5  | 3 | 10 | 029:490 | 0,59  | 13:23  |

| (M) | Titelverteidiger Mulde |
| (N) | Aufsteiger             |

### Staffel Elbe-Elster
| Pl. | Verein                 | Sp. | S  | U | N  | Tore    | Quote | Punkte |
| --- | ---------------------- | --- | -- | - | -- | ------- | ----- | ------ |
| 1.  | FC Preußen Biehla      | 16  | 10 | 6 | 0  | 058:230 | 2,52  | 26:60  |
| 2.  | VfB Hohenleipisch 1912 | 15  | 8  | 1 | 6  | 033:360 | 0,92  | 17:13  |
| 3.  | VfB Herzberg (M)       | 16  | 8  | 1 | 7  | 033:250 | 1,32  | 17:15  |
| 4.  | SC Sportfreunde Torgau | 16  | 7  | 3 | 6  | 031:290 | 1,07  | 17:15  |
| 5.  | FC Hartenfels Torgau   | 16  | 7  | 3 | 6  | 034:340 | 1,00  | 17:15  |
| 6.  | SpVgg 1908 Bockwitz    | 14  | 6  | 2 | 6  | 035:340 | 1,03  | 14:14  |
| 7.  | BC Dommitzsch (N)      | 16  | 5  | 4 | 7  | 033:440 | 0,75  | 14:18  |
| 8.  | SV 1911 Gröditz c      | 15  | 5  | 1 | 9  | 028:330 | 0,85  | 11:19  |
| 9.  | SV Vorwärts Falkenberg | 16  | 3  | 1 | 12 | 019:460 | 0,41  | 07:25  |

| (M) | Titelverteidiger Elbe/Elster |
| (N) | Aufsteiger                   |

### Finale Gau Mulde
|                                                      | Gesamt |                                                       | Hinspiel | Rückspiel |
| ---------------------------------------------------- | ------ | ----------------------------------------------------- | -------- | --------- |
| VfL 1911 Bitterfeld (Gruppensieger Staffel Altmulde) | 11:40  | FC Preußen Biehla (Gruppensieger Staffel Elbe/Elster) | 5:0      | 6:4       |

## Gau Nordthüringen
| Pl. | Verein                   | Sp. | S  | U | N  | Tore    | Quote | Punkte |
| --- | ------------------------ | --- | -- | - | -- | ------- | ----- | ------ |
| 1.  | SC Stadtilm              | 18  | 16 | 1 | 1  | 074:190 | 3,89  | 33:30  |
| 2.  | SC Erfurt 1895           | 18  | 15 | 0 | 3  | 073:210 | 3,48  | 30:60  |
| 3.  | SpVgg 02 Erfurt (M)      | 18  | 12 | 3 | 3  | 042:300 | 1,40  | 27:90  |
| 4.  | VfB 04 Erfurt            | 18  | 10 | 0 | 8  | 034:320 | 1,06  | 20:16  |
| 5.  | FV Germania Ilmenau      | 18  | 8  | 1 | 9  | 052:510 | 1,02  | 17:19  |
| 6.  | SV 09 Arnstadt           | 18  | 6  | 1 | 11 | 025:550 | 0,45  | 13:23  |
| 7.  | TSG Gispersleben         | 18  | 5  | 2 | 11 | 042:510 | 0,82  | 12:24  |
| 8.  | VfB Sömmerda (N)         | 18  | 5  | 2 | 11 | 028:510 | 0,55  | 12:24  |
| 9.  | Sportring BV 1897 Erfurt | 18  | 5  | 1 | 12 | 026:280 | 0,93  | 11:25  |
| 10. | TSV Schwarz-Weiß Erfurt  | 18  | 2  | 1 | 15 | 019:770 | 0,25  | 05:31  |

| (M) | Titelverteidiger Nordthüringen |
| (N) | Aufsteiger                     |

## Gau Nordwestsachsen
| Pl. | Verein                        | Sp. | S  | U | N  | Tore    | Quote | Punkte |
| --- | ----------------------------- | --- | -- | - | -- | ------- | ----- | ------ |
| 1.  | FC Sportfreunde Leipzig       | 18  | 13 | 1 | 4  | 065:390 | 1,67  | 27:90  |
| 2.  | VfB Leipzig (M)               | 18  | 12 | 1 | 5  | 051:310 | 1,65  | 25:11  |
| 3.  | SC Wacker Leipzig             | 18  | 9  | 4 | 5  | 045:390 | 1,15  | 22:14  |
| 4.  | FC Eintracht Leipzig          | 18  | 9  | 2 | 7  | 044:430 | 1,02  | 20:16  |
| 5.  | SpVgg 1899 Leipzig-Lindenau   | 18  | 8  | 3 | 7  | 038:390 | 0,97  | 19:17  |
| 6.  | SV Fortuna Leipzig 02         | 18  | 7  | 2 | 9  | 052:380 | 1,37  | 16:20  |
| 7.  | ATV Sportfreunde Markranstädt | 18  | 7  | 2 | 9  | 049:540 | 0,91  | 16:20  |
| 8.  | VfTuB 1905 Leipzig            | 18  | 7  | 2 | 9  | 046:590 | 0,78  | 16:20  |
| 9.  | BV Olympia-Germania Leipzig   | 18  | 6  | 3 | 9  | 039:490 | 0,80  | 15:21  |
| 10. | FC Wettin Wurzen (N)          | 18  | 2  | 0 | 16 | 039:770 | 0,51  | 04:32  |

| (M) | Titelverteidiger Nordwestsachsen |
| (N) | Aufsteiger                       |

## Gau Oberlausitz
| Pl. | Verein                    | Sp. | S  | U | N  | Tore    | Quote | Punkte |
| --- | ------------------------- | --- | -- | - | -- | ------- | ----- | ------ |
| 1.  | SV Budissa Bautzen        | 18  | 12 | 4 | 2  | 065:380 | 1,71  | 28:80  |
| 2.  | Sportlust Zittau          | 18  | 10 | 3 | 5  | 062:380 | 1,63  | 23:13  |
| 3.  | Bischofswerdaer SV 08     | 18  | 10 | 2 | 6  | 079:570 | 1,39  | 22:14  |
| 4.  | Zittauer BC (M)           | 18  | 10 | 1 | 7  | 061:510 | 1,20  | 21:15  |
| 5.  | SC 1911 Großröhrsdorf (N) | 18  | 9  | 2 | 7  | 051:470 | 1,09  | 20:16  |
| 6.  | SpVgg 1908 Bautzen        | 18  | 7  | 5 | 6  | 043:440 | 0,98  | 19:17  |
| 7.  | VfB Kamenz (N)            | 17  | 6  | 3 | 8  | 035:500 | 0,70  | 15:19  |
| 8.  | BV Sportlust Neugersdorf  | 17  | 5  | 1 | 11 | 046:670 | 0,69  | 11:23  |
| 9.  | BC Reichenau              | 18  | 4  | 2 | 12 | 029:480 | 0,60  | 10:26  |
| 10. | SV Löbau 1911             | 18  | 3  | 3 | 12 | 035:660 | 0,53  | 09:27  |

| (M) | Titelverteidiger Oberlausitz |
| (N) | Aufsteiger                   |

## Gau Osterland
| Pl. | Verein                 | Sp. | S  | U | N  | Tore    | Quote | Punkte |
| --- | ---------------------- | --- | -- | - | -- | ------- | ----- | ------ |
| 1.  | FC Thüringen Weida     | 18  | 14 | 0 | 4  | 065:320 | 2,03  | 28:80  |
| 2.  | 1. FC Greiz (M)        | 18  | 11 | 0 | 7  | 045:460 | 0,98  | 22:14  |
| 3.  | FC Wacker Gera         | 18  | 10 | 1 | 7  | 072:380 | 1,89  | 21:15  |
| 4.  | SpVgg 1904 Gera        | 18  | 8  | 2 | 8  | 054:440 | 1,23  | 18:18  |
| 5.  | SpVgg Neustadt/Orla    | 17  | 7  | 3 | 7  | 053:500 | 1,06  | 17:17  |
| 6.  | VfB 09 Pößneck         | 18  | 8  | 1 | 9  | 049:500 | 0,98  | 17:19  |
| 7.  | FC Konkordia Gera-Reuß | 18  | 7  | 3 | 8  | 038:500 | 0,76  | 17:19  |
| 8.  | VfB Ronneburg (N)      | 18  | 5  | 3 | 10 | 046:650 | 0,71  | 13:23  |
| 9.  | SV Schmölln 1913       | 18  | 5  | 3 | 10 | 032:600 | 0,53  | 13:23  |
| 10. | PSV Gera               | 17  | 4  | 4 | 9  | 030:490 | 0,61  | 12:22  |

| (M) | Titelverteidiger Osterland |
| (N) | Aufsteiger                 |

## Gau Ostsachsen
| Pl. | Verein                    | Sp. | S  | U | N  | Tore    | Quote | Punkte |
| --- | ------------------------- | --- | -- | - | -- | ------- | ----- | ------ |
| 1.  | Dresdner SC (M, MM)       | 18  | 16 | 1 | 1  | 089:160 | 5,56  | 33:30  |
| 2.  | Guts Muts Dresden         | 18  | 14 | 1 | 3  | 086:270 | 3,19  | 29:70  |
| 3.  | Dresdner FC Fußballring   | 18  | 10 | 4 | 4  | 049:370 | 1,32  | 24:12  |
| 4.  | Meißner SV 08             | 18  | 9  | 4 | 5  | 045:350 | 1,29  | 22:14  |
| 5.  | SpVgg Brandenburg Dresden | 18  | 10 | 2 | 6  | 047:410 | 1,15  | 22:14  |
| 6.  | Dresdner SpVgg 05         | 18  | 4  | 5 | 9  | 046:590 | 0,78  | 13:23  |
| 7.  | Dresdner SV 1906          | 18  | 2  | 8 | 8  | 022:590 | 0,37  | 12:24  |
| 8.  | Dresdner SG 1893          | 18  | 3  | 3 | 12 | 023:600 | 0,38  | 09:27  |
| 9.  | VfR 1908 Dresden c (N)    | 18  | 3  | 2 | 13 | 021:580 | 0,36  | 08:28  |
| 10. | Dresdensia Dresden d      | 18  | 3  | 2 | 13 | 028:640 | 0,44  | 08:28  |

| (MM) | Mitteldeutscher Titelverteidiger |
| (M)  | Titelverteidiger Ostsachsen      |
| (N)  | Aufsteiger                       |

## Gau Ostthüringen
| Pl. | Verein                    | Sp. | S  | U | N  | Tore    | Quote | Punkte |
| --- | ------------------------- | --- | -- | - | -- | ------- | ----- | ------ |
| 1.  | 1. SV 03 Jena             | 18  | 15 | 2 | 1  | 058:190 | 3,05  | 32:40  |
| 2.  | VfB Apolda                | 18  | 13 | 1 | 4  | 053:260 | 2,04  | 27:90  |
| 3.  | SC Apolda 1910 (M)        | 18  | 12 | 2 | 4  | 064:340 | 1,88  | 26:10  |
| 4.  | SV 1910 Kahla             | 18  | 9  | 2 | 7  | 045:440 | 1,02  | 20:16  |
| 5.  | VfL 06 Saalfeld           | 18  | 7  | 2 | 9  | 051:500 | 1,02  | 16:20  |
| 6.  | VfB Rudolstadt            | 18  | 5  | 5 | 8  | 047:430 | 1,09  | 15:21  |
| 7.  | SC 1903 Weimar            | 18  | 5  | 3 | 10 | 029:500 | 0,58  | 13:23  |
| 8.  | VfL/MSV Richthofen Weimar | 18  | 5  | 3 | 10 | 037:610 | 0,61  | 13:23  |
| 9.  | VfB Jena 1911 (N)         | 18  | 5  | 2 | 11 | 035:550 | 0,64  | 12:24  |
| 10. | BC 1903 Vimaria Weimar    | 18  | 2  | 2 | 14 | 029:660 | 0,44  | 06:30  |

| (M) | Titelverteidiger Ostthüringen |
| (N) | Aufsteiger                    |

## Gau Saale
| Pl. | Verein                   | Sp. | S  | U | N  | Tore    | Quote | Punkte |
| --- | ------------------------ | --- | -- | - | -- | ------- | ----- | ------ |
| 1.  | Hallescher FC Wacker     | 18  | 16 | 1 | 1  | 083:240 | 3,46  | 33:30  |
| 2.  | SV Borussia 02 Halle (M) | 18  | 11 | 3 | 4  | 053:340 | 1,56  | 25:11  |
| 3.  | SV Merseburg 99          | 18  | 8  | 4 | 6  | 054:470 | 1,15  | 20:16  |
| 4.  | VfL 1912 Merseburg       | 18  | 8  | 4 | 6  | 047:420 | 1,12  | 20:16  |
| 5.  | SpVgg 1919 Neumark (N)   | 18  | 8  | 3 | 7  | 053:440 | 1,20  | 19:17  |
| 6.  | FV Sportfreunde Halle    | 18  | 7  | 5 | 6  | 043:450 | 0,96  | 19:17  |
| 7.  | VfL Halle 1896           | 18  | 6  | 2 | 10 | 029:470 | 0,62  | 14:22  |
| 8.  | SC Favorit Halle         | 18  | 4  | 3 | 11 | 035:610 | 0,57  | 11:25  |
| 9.  | SV Halle 98              | 18  | 3  | 4 | 11 | 035:610 | 0,57  | 10:26  |
| 10. | SV 1922 Kayna            | 18  | 3  | 3 | 12 | 032:590 | 0,54  | 09:27  |

| (M) | Titelverteidiger Saale |
| (N) | Aufsteiger             |

## Gau Saale/Elster
| Pl. | Verein                         | Sp. | S  | U | N  | Tore    | Quote | Punkte |
| --- | ------------------------------ | --- | -- | - | -- | ------- | ----- | ------ |
| 1.  | Naumburger SV 05               | 18  | 10 | 6 | 2  | 051:200 | 2,55  | 26:10  |
| 2.  | TuRV 1861 Weißenfels           | 18  | 11 | 3 | 4  | 051:240 | 2,13  | 25:11  |
| 3.  | FV Schwarz-Gelb Weißenfels (M) | 18  | 10 | 4 | 4  | 058:230 | 2,52  | 24:12  |
| 4.  | SV Teuchern 1910               | 18  | 10 | 2 | 6  | 042:350 | 1,20  | 22:14  |
| 5.  | SC 1903 Weißenfels             | 18  | 9  | 3 | 6  | 041:460 | 0,89  | 21:15  |
| 6.  | SpVgg Zeitz 1910               | 18  | 7  | 4 | 7  | 051:360 | 1,42  | 18:18  |
| 7.  | SV Blau-Gelb Weißenfels        | 18  | 6  | 2 | 10 | 032:410 | 0,78  | 14:22  |
| 8.  | SC 1924 Grana/Zeitz            | 18  | 4  | 6 | 8  | 024:340 | 0,71  | 14:22  |
| 9.  | Zeitzer BC 03                  | 18  | 6  | 1 | 11 | 031:550 | 0,56  | 13:23  |
| 10. | SV Wacker Corbetha (N)         | 18  | 0  | 3 | 15 | 017:840 | 0,20  | 03:33  |

| (M) | Titelverteidiger Saale-Elster |
| (N) | Aufsteiger                    |

## Gau Südthüringen
| Pl. | Verein                  | Sp. | S  | U | N  | Tore    | Quote | Punkte |
| --- | ----------------------- | --- | -- | - | -- | ------- | ----- | ------ |
| 1.  | VfL 1907 Neustadt       | 18  | 12 | 4 | 2  | 040:160 | 2,50  | 28:80  |
| 2.  | VfB 1907 Coburg         | 18  | 11 | 3 | 4  | 051:190 | 2,68  | 25:11  |
| 3.  | SV 08 Steinach (M)      | 18  | 11 | 3 | 4  | 036:190 | 1,89  | 25:11  |
| 4.  | 1. FC 07 Lauscha        | 18  | 6  | 6 | 6  | 047:350 | 1,34  | 18:18  |
| 5.  | SC 06 Oberlind          | 18  | 7  | 2 | 9  | 030:350 | 0,86  | 16:20  |
| 6.  | SpVgg Neuhaus-Igelshieb | 17  | 6  | 4 | 7  | 027:420 | 0,64  | 16:18  |
| 7.  | FC Viktoria Coburg      | 17  | 6  | 3 | 8  | 041:470 | 0,87  | 15:19  |
| 8.  | 1. FC Köppelsdorf       | 18  | 4  | 5 | 9  | 020:340 | 0,59  | 13:23  |
| 9.  | 1. SC Sonneberg         | 18  | 4  | 4 | 10 | 030:490 | 0,61  | 12:24  |
| 10. | SC 1903 Eisfeld (N)     | 18  | 3  | 4 | 11 | 023:490 | 0,47  | 10:26  |

| (M) | Titelverteidiger Südthüringen |
| (N) | Aufsteiger                    |

## Gau Vogtland
Ab dieser Spielzeit wurden die Gauligen Vogtland und Göltzschtal zusammengeführt. Der Spielbetrieb fand in zwei regionalen Staffeln statt. Beide Staffelsieger spielten im Finale den Gaumeister und Teilnehmer an der Mitteldeutschen Endrunde aus.

### Staffel Vogtland
| Pl. | Verein                          | Sp. | S  | U | N  | Tore    | Quote | Punkte |
| --- | ------------------------------- | --- | -- | - | -- | ------- | ----- | ------ |
| 1.  | 1. Vogtländischer FC Plauen (M) | 16  | 14 | 1 | 1  | 069:200 | 3,45  | 29:30  |
| 2.  | Plauener SuBC                   | 16  | 13 | 1 | 2  | 059:240 | 2,46  | 27:50  |
| 3.  | VfB Plauen                      | 16  | 7  | 3 | 6  | 041:310 | 1,32  | 17:15  |
| 4.  | VfR 1919 Plauen                 | 16  | 7  | 2 | 7  | 045:480 | 0,94  | 16:16  |
| 5.  | SV Konkordia Plauen             | 16  | 5  | 3 | 8  | 031:390 | 0,79  | 13:19  |
| 6.  | Elsterberger BC                 | 16  | 5  | 3 | 8  | 036:480 | 0,75  | 13:19  |
| 7.  | SC Markneukirchen               | 16  | 5  | 3 | 8  | 034:460 | 0,74  | 13:19  |
| 8.  | SV Merkur Oelsnitz              | 16  | 4  | 2 | 10 | 019:400 | 0,48  | 10:22  |
| 9.  | SpVgg 1909 Plauen               | 16  | 2  | 2 | 12 | 022:600 | 0,37  | 06:26  |

| (M) | Titelverteidiger Vogtland |

### Staffel Göltzschtal
| Pl. | Verein                 | Sp. | S  | U | N  | Tore    | Quote | Punkte |
| --- | ---------------------- | --- | -- | - | -- | ------- | ----- | ------ |
| 1.  | SV 1912 Grünbach       | 14  | 10 | 1 | 3  | 050:210 | 2,38  | 21:70  |
| 2.  | SpVgg Falkenstein (M)  | 14  | 10 | 0 | 4  | 046:200 | 2,30  | 20:80  |
| 3.  | FC Teutonia Netzschkau | 14  | 8  | 1 | 5  | 052:340 | 1,53  | 17:11  |
| 4.  | FC Sturm Reichenbach   | 14  | 6  | 2 | 6  | 027:430 | 0,63  | 14:14  |
| 5.  | 1. FC 1907 Reichenbach | 14  | 6  | 0 | 8  | 019:200 | 0,95  | 12:16  |
| 6.  | VfB Lengenfeld 1908    | 14  | 5  | 2 | 7  | 020:310 | 0,65  | 12:16  |
| 7.  | VfB Auerbach           | 14  | 4  | 2 | 8  | 018:340 | 0,53  | 10:18  |
| 8.  | VfB Rodewisch (N)      | 14  | 2  | 2 | 10 | 023:520 | 0,44  | 06:22  |

| (M) | Titelverteidiger Göltzschtal |
| (N) | Aufsteiger                   |

### Finale Vogtland
|                                                             | Ergebnis  |                                                      |
| ----------------------------------------------------------- | --------- | ---------------------------------------------------- |
| 1. Vogtländische FC Plauen (Gruppensieger Staffel Vogtland) | 2:1 n. V. | SV 1912 Grünbach (Gruppensieger Staffel Göltzschtal) |

Gegen die Spielwertung der ersten Spiels protestierte der SV Grünbach, da eine Verlängerung nicht zulässig war. Der Protest war erfolgreich, aber inzwischen hat Plauen schon an der Mitteldeutschen Endrunde teilgenommen.
|                                                             | Ergebnis |                                                      |
| ----------------------------------------------------------- | -------- | ---------------------------------------------------- |
| 1. Vogtländische FC Plauen (Gruppensieger Staffel Vogtland) | 0:3      | SV 1912 Grünbach (Gruppensieger Staffel Göltzschtal) |

## Gau Wartburg
| Pl. | Verein                     | Sp. | S  | U | N  | Tore    | Quote | Punkte |
| --- | -------------------------- | --- | -- | - | -- | ------- | ----- | ------ |
| 1.  | SV Preußen Langensalza (M) | 18  | 15 | 0 | 3  | 087:220 | 3,95  | 30:60  |
| 2.  | SC Borussia Eisenach       | 18  | 11 | 2 | 5  | 036:280 | 1,29  | 24:12  |
| 3.  | VfB 1909 Mühlhausen        | 18  | 9  | 3 | 6  | 026:280 | 0,93  | 21:15  |
| 4.  | SV 01 Gotha                | 18  | 8  | 3 | 7  | 036:310 | 1,16  | 19:17  |
| 5.  | SV 1899 Mühlhausen         | 18  | 7  | 4 | 7  | 033:240 | 1,38  | 18:18  |
| 6.  | SSV 07 Schlotheim          | 18  | 6  | 4 | 8  | 031:400 | 0,78  | 16:20  |
| 7.  | FC Wacker 03 Gotha         | 18  | 5  | 4 | 9  | 034:540 | 0,63  | 14:22  |
| 8.  | SpVgg 1909 Eisenach        | 18  | 5  | 3 | 10 | 033:340 | 0,97  | 13:23  |
| 9.  | BSC 1908 Ruhla (N)         | 18  | 6  | 1 | 11 | 029:650 | 0,45  | 13:23  |
| 10. | FC Meteor Waltershausen    | 18  | 5  | 2 | 11 | 029:480 | 0,60  | 12:24  |

| (M) | Titelverteidiger Wartburg |
| (N) | Aufsteiger                |

## Gau Westsachsen
| Pl. | Verein                  | Sp. | S  | U | N  | Tore    | Quote | Punkte |
| --- | ----------------------- | --- | -- | - | -- | ------- | ----- | ------ |
| 1.  | Planitzer SC            | 18  | 13 | 2 | 3  | 084:380 | 2,21  | 28:80  |
| 2.  | SpVgg 1907 Meerane (M)  | 18  | 13 | 2 | 3  | 066:330 | 2,00  | 28:80  |
| 3.  | FC 02 Zwickau           | 18  | 11 | 2 | 5  | 059:450 | 1,31  | 24:12  |
| 4.  | Zwickauer SC            | 18  | 11 | 1 | 6  | 071:390 | 1,82  | 23:13  |
| 5.  | VfL 1905 Zwickau        | 18  | 10 | 2 | 6  | 053:440 | 1,20  | 22:14  |
| 6.  | VfB Glauchau            | 18  | 9  | 0 | 9  | 054:440 | 1,23  | 18:18  |
| 7.  | VfTuB 1900 Werdau       | 18  | 6  | 2 | 10 | 034:450 | 0,76  | 14:22  |
| 8.  | VfL Lichtenstein        | 18  | 5  | 0 | 13 | 029:870 | 0,33  | 10:26  |
| 9.  | SpVgg 1906 Crimmitschau | 18  | 4  | 0 | 14 | 042:710 | 0,59  | 08:28  |
| 10. | PSV Zwickau (N)         | 18  | 2  | 1 | 15 | 028:740 | 0,38  | 05:31  |

| (M) | Titelverteidiger Westsachsen |
| (N) | Aufsteiger                   |

Entscheidungsspiel Platz 1
|              | Ergebnis |                    |
| ------------ | -------- | ------------------ |
| Planitzer SC | 3:2      | SpVgg 1907 Meerane |

## Gau Westthüringen
| Pl. | Verein                    | Sp. | S  | U | N  | Tore    | Quote | Punkte |
| --- | ------------------------- | --- | -- | - | -- | ------- | ----- | ------ |
| 1.  | SpVgg Zella-Mehlis 06     | 18  | 17 | 0 | 1  | 084:240 | 3,50  | 34:20  |
| 2.  | SpVgg Gelb-Rot Meiningen  | 18  | 13 | 1 | 4  | 060:220 | 2,73  | 27:90  |
| 3.  | SV Union Zella-Mehlis (M) | 18  | 11 | 2 | 5  | 056:410 | 1,37  | 24:12  |
| 4.  | TuS Steinbach-Hallenberg  | 18  | 8  | 1 | 9  | 046:560 | 0,82  | 17:19  |
| 5.  | SC Wasungen (N)           | 18  | 7  | 1 | 10 | 039:530 | 0,74  | 15:21  |
| 6.  | VfL Meiningen 04          | 18  | 5  | 4 | 9  | 037:450 | 0,82  | 14:22  |
| 7.  | SV Schmalkalden 04        | 18  | 6  | 2 | 10 | 040:540 | 0,74  | 14:22  |
| 8.  | SV Wacker Bad Salzungen   | 18  | 5  | 2 | 11 | 037:510 | 0,73  | 12:24  |
| 9.  | FC Barchfeld/Werra (N)    | 18  | 5  | 2 | 11 | 035:520 | 0,67  | 12:24  |
| 10. | SC 1907 Schleusingen (N)  | 18  | 5  | 1 | 12 | 038:740 | 0,51  | 11:25  |

| (M) | Titelverteidiger Westthüringen |
| (N) | Aufsteiger                     |

## Meisterschafts-Endrunde
Die Meisterschafts-Endrunde fand im K.-o.-System statt. Qualifiziert waren die Meister der einzelnen Gaue. Zusätzlich durften die Vereine TV Guts Muts Dresden und TV Theuma als Vertreter der Deutschen Turnerschaft an der Meisterschafts-Endrunde teilnehmen.

### 1. Vorrunde
| Datum                                                                          |                                                 | Ergebnis  |                                               |
| ------------------------------------------------------------------------------ | ----------------------------------------------- | --------- | --------------------------------------------- |
| 1. März 1931                                                                   | Stendaler BC (Teilnehmer Gau Altmark)           | 1:4       | FV Fortuna Magdeburg (Sieger Gau Mittelelbe)  |
| 1. März 1931                                                                   | SV Budissa Bautzen (Sieger Gau Oberlausitz)     | 01:11     | Dresdner SC (Sieger Gau Ostsachsen)           |
| 1. März 1931                                                                   | SV Preußen Langensalza (Sieger Gau Wartburg)    | 6:1       | VfL Duderstadt (Sieger Gau Eichsfeld)         |
| 1. März 1931                                                                   | PSV Chemnitz (Sieger Gau Mittelsachsen)         | 11:10     | TV Guts Muts Dresden (Vertreter Turnerschaft) |
| 1. März 1931                                                                   | Planitzer SC (Sieger Gau Westsachsen)           | 4:0       | TV Theuma (Vertreter Turnerschaft)            |
| 1. März 1931                                                                   | SC Stadtilm (Sieger Gau Nordthüringen)          | 2:1 n. V. | SpVgg Zella-Mehlis (Sieger Gau Westthüringen) |
| 1. März 1931                                                                   | Naumburger SV 05 (Sieger Gau Saale/Elster)      | 3:5       | 1. SV 03 Jena (Sieger Gau Ostthüringen)       |
| 1. März 1931                                                                   | 1. Vogtländischer FC Plauen (Sieger Gau Plauen) | 10:10     | FC Saxonia Bernsbach (Sieger Gau Erzgebirge)  |
| 1. März 1931                                                                   | VfL 1907 Neustadt (Sieger Gau Südthüringen)     | 1:2       | FC Thüringen Weida (Sieger Gau Osterland)     |
| 1. März 1931                                                                   | FC Wacker Bernburg (Sieger Gau Anhalt)          | F 3:0 f   | FC Germania Halberstadt (Sieger Gau Harz)     |
| 1. März 1931                                                                   | FV Wacker 05 Nordhausen (Sieger Gau Kyffhäuser) | 0:6       | Hallescher FC Wacker (Sieger Gau Saale)       |
| Der VfL 1911 Bitterfeld und der FC Sportfreunde Leipzig erhielten ein Freilos. |                                                 |           |                                               |

### 2. Vorrunde
| Datum                                 |                        | Ergebnis  |                             |
| ------------------------------------- | ---------------------- | --------- | --------------------------- |
| 8. März 1931                          | Dresdner SC            | 6:3       | 1. Vogtländischer FC Plauen |
| 8. März 1931                          | FV Fortuna Magdeburg   | 3:2       | PSV Chemnitz                |
| 8. März 1931                          | SV Preußen Langensalza | 4:0       | SC Stadtilm                 |
| 8. März 1931                          | 1. SV 03 Jena          | 1:0       | VfL 1911 Bitterfeld         |
| 8. März 1931                          | FC Thüringen Weida     | 3:2 n. V. | FC Sportfreunde Leipzig     |
| 8. März 1931                          | Hallescher FC Wacker   | 5:1       | FC Wacker Bernburg          |
| Der Planitzer SC erhielt ein Freilos. |                        |           |                             |

### Viertelfinale
| Datum                                |                        | Ergebnis |                      | Ort      |
| ------------------------------------ | ---------------------- | -------- | -------------------- | -------- |
| 15. März 1931                        | SV Preußen Langensalza | 5:1      | FV Fortuna Magdeburg | Erfurt   |
| 15. März 1931                        | Planitzer SC           | 4:1      | Hallescher FC Wacker | Glauchau |
| 15. März 1931                        | FC Thüringen Weida     | 0:1      | 1. SV 03 Jena        | Gera     |
| Der Dresdner SC erhielt ein Freilos. |                        |          |                      |          |

### Halbfinale
| Datum         |                        | Ergebnis |               | Ort     |
| ------------- | ---------------------- | -------- | ------------- | ------- |
| 22. März 1931 | Dresdner SC            | 3:1      | Planitzer SC  | Zwickau |
| 22. März 1931 | SV Preußen Langensalza | 4:2      | 1. SV 03 Jena | Jena    |

Das Spiel Jena : Langensalza fand in Jena auf dem VfB-Platz statt.
Quelle: Jenaische Zeitung vom 23.  Mär, Seite 7

### Finale
| Datum         |             | Ergebnis |                        | Ort     |
| ------------- | ----------- | -------- | ---------------------- | ------- |
| 29. März 1931 | Dresdner SC | 6:0      | SV Preußen Langensalza | Dresden |